# 心理彈性
心理彈性（英語：Psychological resilience），或譯作心理韌性、抗逆力、復原力，是指人們在精神或情感上遇到麻煩時能處理危机和壓力以及擺脫危機的本領。有些人能通過心理調節讓自己免受压力的潜在负面影响，這樣的人就可以說擁有心理彈性的本領。心理彈性可以讓人们在危机和混乱中保持冷静，並及時走出困境。